# Cantonul Beauvoir-sur-Mer
Cantonul Beauvoir-sur-Mer este un canton din arondismentul Sables-d'Olonne, departamentul Vendée, regiunea Pays de la Loire, Franța.

## Comune
- Beauvoir-sur-Mer (reședință)
- Bouin
- Saint-Gervais
- Saint-Urbain